# سيرجيو سيجورا غارسيا
سيرجيو سيجورا غارسيا (بالإسبانية: Sergio Segura García)‏ (30 أغسطس 1995 بفياريال في إسبانيا - ) هو لاعب كرة قدم إسباني في مركز الدفاع. لعب مع نادي ليغانيس.

## وصلات خارجية
- سيرجيو سيجورا غارسيا على موقع Soccerway.com (الإنجليزية)
- سيرجيو سيجورا غارسيا على موقع AS.com (الإسبانية)